# Calla Lily
Calla Lily é uma telenovela filipina produzida e exibida pela ABS-CBN, cuja transmissão ocorreu em 2006.

## Elenco
- Sharlene San Pedro - Calla
- Ana Roces - Sari
- Johnny Delgado - Mang Edong